# チャールズ・ハワード (初代ノッティンガム伯爵)
初代ノッティンガム伯爵チャールズ・ハワード（英語: Charles Howard, 1st Earl of Nottingham, KG、1536年 - 1624年12月14日）は、イングランドの貴族、政治家、海軍軍人。
1585年から1619年にかけて海軍卿を務め、アルマダの海戦をはじめとするスペインとの戦争（英西戦争）を指揮した。また、当時人気のあった劇団海軍大臣一座のパトロンでもあった。

## 経歴

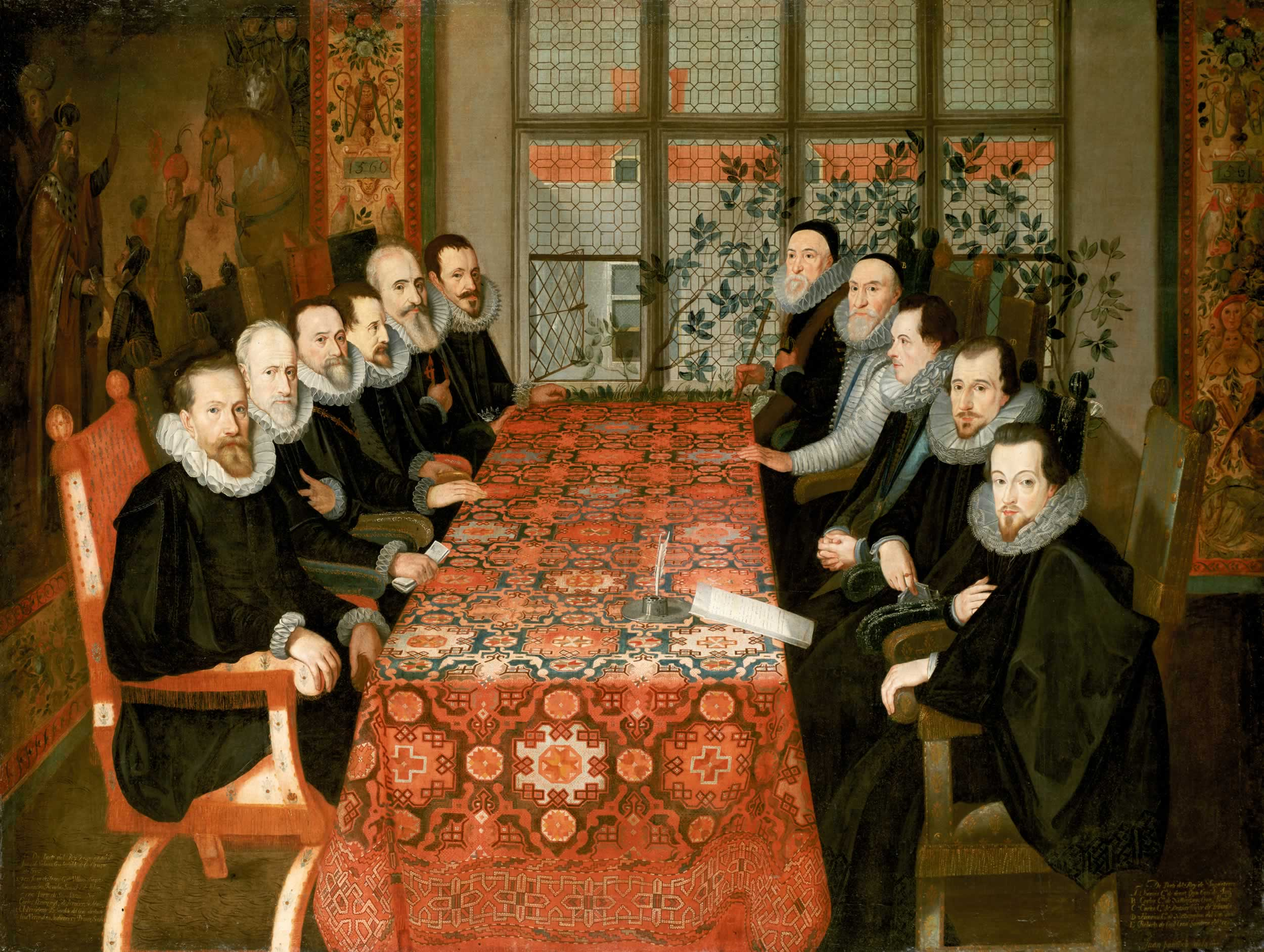
1604年のイングランドとスペインの終戦条約締結を描いた絵画。右側の窓から2人目がノッティンガム伯。

1536年、第2代ノーフォーク公トマス・ハワードの末子である初代エフィンガムのハワード男爵ウィリアム・ハワードとその妻マーガレット（旧姓ガメッジ）の長男として生まれる。父はエリザベス1世の大叔父に当たり、王女時代のエリザベスを庇護した。
1559年にフランソワ2世のフランス国王即位の祝賀のための大使を務めた。1569年の北部諸侯の乱の際には第3代ウォリック伯アンブローズ・ダドリーのもとで騎兵隊の司令官を務めた。
1573年1月に父の死去によりハワード男爵位を継承、第2代エフィンガムのハワード男爵となった。1574年4月にガーター騎士団ナイト（KG）に叙される。
1585年5月に海軍卿に就任した。慎重にして勇敢なハワード卿は瞬く間に船乗りから絶大な信頼を寄せられた。翌1586年に元スコットランド女王メアリーの裁判で審問委員にも任命された。
1588年には海軍総司令官として副司令官フランシス・ドレークとともにアルマダの海戦を指揮した。ハワード卿はこれまでの海戦の常識を打ち破る大型船での火船戦術を採用してスペイン無敵艦隊に大打撃を与え、同艦隊を撃退することに成功した。
しかし海戦の勝利後、政府は海軍軍人に対して恩賞はおろか給料支払いさえ出し渋ったため、海戦の生き残り水兵たちに餓死者や病死者が続出した。ハワード卿はこれに憤怒し、女王エリザベス1世や宰相初代バーリー男爵ウィリアム・セシルに「水兵たちは祖国にこれほど貢献したのに何故飢えに苦しまねばならぬのか」と詰め寄っている。しかし政府は出し惜しみをやめなかったので結局ハワード卿やドレークが身を削って私費で水兵たちにお金を配った。
1596年6月のカディス攻撃でも第2代エセックス伯ロバート・デヴァルーとともに司令官となり、100隻以上のスペイン船を破壊した上、2隻のスペイン大型戦艦を拿捕することにも成功した。さらにエセックス伯率いる部隊を上陸させ、カディスを占領した。同年10月、ハワード卿はアルマダの海戦とカディスでの戦功により、ノッティンガム伯爵位を授与された。翌1597年にもエセックス伯率いる遠征隊の副官としてアゾレス諸島のスペイン宝物船襲撃に向かったが、エセックス伯が目標を見失いアゾレス諸島をうろつくだけに終わったため失敗、参加していたウォルター・ローリーとエセックス伯の戦利品を巡る対立を仲介している。
この頃、エリザベス1世の宮廷内は和平派（バーリー卿派）と戦争続行派（エセックス伯派）に分かれていたが、ノッティンガム伯は前者に属した。1598年7月1日の会議ではエリザベス女王の侮辱に耐えかねたエセックス伯が女王に向かって剣の鞘に手をかける事件があり、この際にはノッティンガム伯が2人の間に割って入り、エセックス伯を諌止している。さらに1601年2月8日にエセックス伯がクーデタを起こそうとして失敗した際にはノッティンガム伯が女王の軍隊を指揮してエセックス伯の屋敷を包囲し、彼を逮捕している。またこの裁判でも審問委員を務めている。
一方で劇団の繁栄に力を注ぎ、1594年に舅の初代ハンズドン男爵ヘンリー・ケアリーの働きかけで海軍大臣一座をエドワード・アレンの加入などで人気劇団に強化、ハンズドン男爵も宮内大臣一座を創設しウィリアム・シェイクスピアとリチャード・バーベッジが入り、ロンドンの演劇界は2大劇団による複占状態となった。また前年の1593年にオックスフォードでストレンジ男爵（後の第5代ダービー伯爵）ファーディナンド・スタンリー、第3代サウサンプトン伯爵ヘンリー・リズリー、ペンブルック伯一座のパトロンである第2代ペンブルック伯ヘンリー・ハーバートと会ったことが記録され、シェイクスピアによる『恋の骨折り損』執筆に繋がった。
1603年3月にエリザベス女王が崩御し、ステュアート朝のジェームズ1世の治世が始まった後も海軍卿の地位を維持し、1619年まで務めた。また1605年に駐スペイン大使、1606年の火薬陰謀事件の犯人達の裁判で審問委員も務めた。ただし晩年は老齢で指導力が衰え、海軍で蔓延する汚職を止められず、海軍卿の役得を狙ったジェームズ1世の寵臣・バッキンガム侯ジョージ・ヴィリアーズに弾劾され辞職を余儀無くされたことから、後世イングランド海軍史で「役立たず」「病原菌に成り下がった」と厳しく非難されている。
1624年12月14日に死去した。

## 栄典

### 爵位
- 1573年1月21日、第2代エフィンガムのハワード男爵（1554年創設イングランド貴族爵位）[1]
- 1596年10月22日、初代ノッティンガム伯爵（イングランド貴族爵位）[1]

### 勲章
- 1574年4月24日、ガーター勲章勲章士（KG）[2]

## 家族
1563年頃にキャサリン・ケアリー（初代ハンズドン男爵ヘンリー・ケアリーの娘）と最初の結婚をした。この先妻はエリザベス女王の女官も務めたが、1603年3月の女王崩御の直前に死去した。彼女は女王の信頼が厚かったのでこのことが女王の気力を衰えさせて死期を早めたのではないかとも言われる。彼女との間には長男ウィリアム・ハワード・次男チャールズ・ハワード以下2男4女を儲けた。長男ウィリアムは繰上勅書でエフィンガムのハワード男爵位を父の存命中に継承したが、父に先立って1615年に死去した。そのため次男チャールズが第2代ノッティンガム伯爵位を継承することになった。
1603年9月にスコットランド貴族の第2代ドーン卿ジェイムズ・ステュワートの娘マーガレットと再婚した。彼女との間には三男チャールズ・ハワードほか1女を儲けた。次男が子供を残さなかったため、次男の死後、彼が第3代ノッティンガム伯爵位を継承しているが、彼も子供を残さなかったので1681年の彼の死をもってノッティンガム伯爵位は絶えている。
先妻キャサリンとの間に2男4女を儲けた。
- ジョアン（? - 1624年）
- フランセス（? - 1628年） - キルデア伯爵ヘンリー・フィッツジェラルド（英語版）と結婚、コバム男爵（英語版）ヘンリー・ブルック（英語版）と再婚
- ウィリアム（英語版）（1577年 - 1615年） - 第3代エフィンガムのハワード男爵
- チャールズ（英語版）（1579年 - 1642年） - 第2代ノッティンガム伯爵
- マーガレット（? - ?） - リチャード・ルーソンと結婚
- エリザベス（? - 1646年） - サー・ロバート・サウスウェルと結婚、キャリック伯ジョン・ステュアートと再婚

後妻マーガレットとの間に1男1女を儲けた。
- チャールズ（1610年 - 1681年） - 第3代ノッティンガム伯爵
- アン（1612年以前 - ?） - ギャロウェイ伯アレグザンダー・ステュアート（英語版）の息子ガーライズ男爵アレグザンダー・ステュアートと結婚